# Julie Delpy (álbum)
Julie Delpy supuso el estreno musical de la actriz francesa Julie Delpy, en un álbum lanzado en 5 de agosto de 2003, con canciones escritas por la propia actriz. 
Tres canciones de este disco, "A waltz for a night", "An ocean apart" y "Je t'aime tant" fueron incluidas en la banda sonora de la película Antes del atardecer, que la misma Delpy coprotagoniza junto a Ethan Hawke.

## Valoración
En noviembre de 2000, Julie empezó a escribir este primer álbum. Muy parecido al tipo de personajes que elige interpretar, el álbum ofrece un frágil equilibrio entre la suavidad fluida y la pura vendetta. Una voz sugerente y aterciopelada, inteligentemente desnuda de orquestaciones o producción, de manera que seduzca en la distancia corta, ésta es el arma de la actriz y en esta ocasión cantante. Acompañada sobriamente por una guitarra acústica, un bajo, una batería fina, a veces un banjo y teclados, recorre un repertorio de baladas cantadas al oído que dejan un rastro de cálida humedad.

## Lista de canciones
1. My dear friend
3:15 Compuesta por Julie Delpy
2. Mr Unhappy
3:24 Compuesta por Julie Delpy
3. Lame love
4:08 Compuesta por Julie Delpy, Marouan Jamai y Mike Meeker.
4. Ready to go
4:30 Compuesta por Julie Delpy
5. Je t'aime tant
3:51 Compuesta por Julie Delpy
6. Something a bit vague
 3:18 Compuesta por Julie Delpy
7. Black & Gray
4:45 Compuesta por Julie Delpy
8. A waltz for a night
 3:29 Compuesta por Julie Delpy
9. She don't care
 4:20 Compuesta por Julie Delpy
10. And together
 3:40 Compuesta por Julie Delpy
11. An ocean apart
 4:01 Compuesta por Julie Delpy
12. Time to wake up
3:16 Compuesta por Julie Delpy

- Datos: Q3189201